# علي عبد الحميد (لاعب كرة قدم بحريني)
علي عبد الحميد (8 مايو 1983) لاعب كرة قدم بحريني يلعب حاليا لصالح نادي الدرجة الأولى المنامة البحريني في مركز الوسط المهاجم من 2001 كما يجيد اللعب في مركز المهاجم.